# École supérieure d'art et de design Toulon Provence Méditerranée
Pour les articles homonymes, voir École des beaux-arts.
L'École supérieure d'art et de design Toulon Provence Méditerranée (ESADTPM) est un institut d'enseignement supérieur des arts sous toutes leurs formes, situé à Toulon, dans le Var.

## Présentation de l'école
Créée en 1899, l'École des beaux-arts de Toulon est présente dans l’histoire du territoire varois depuis plus d'un siècle, mais se tourne aujourd'hui vers les problématiques du monde contemporain grâce aux nombreux partenariats qu’elle a su mettre en place avec des structures d’excellence. 

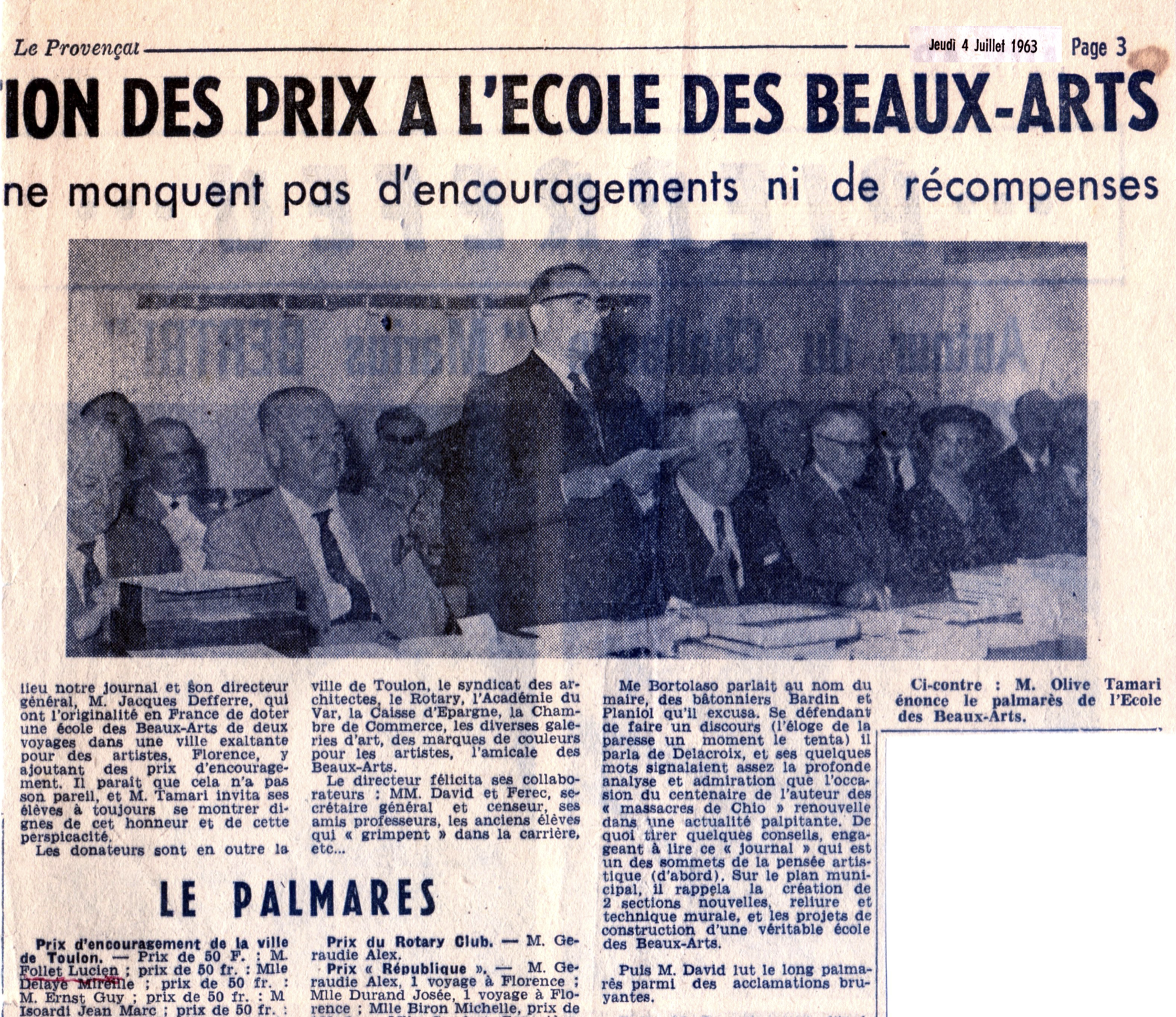
journal de 1963

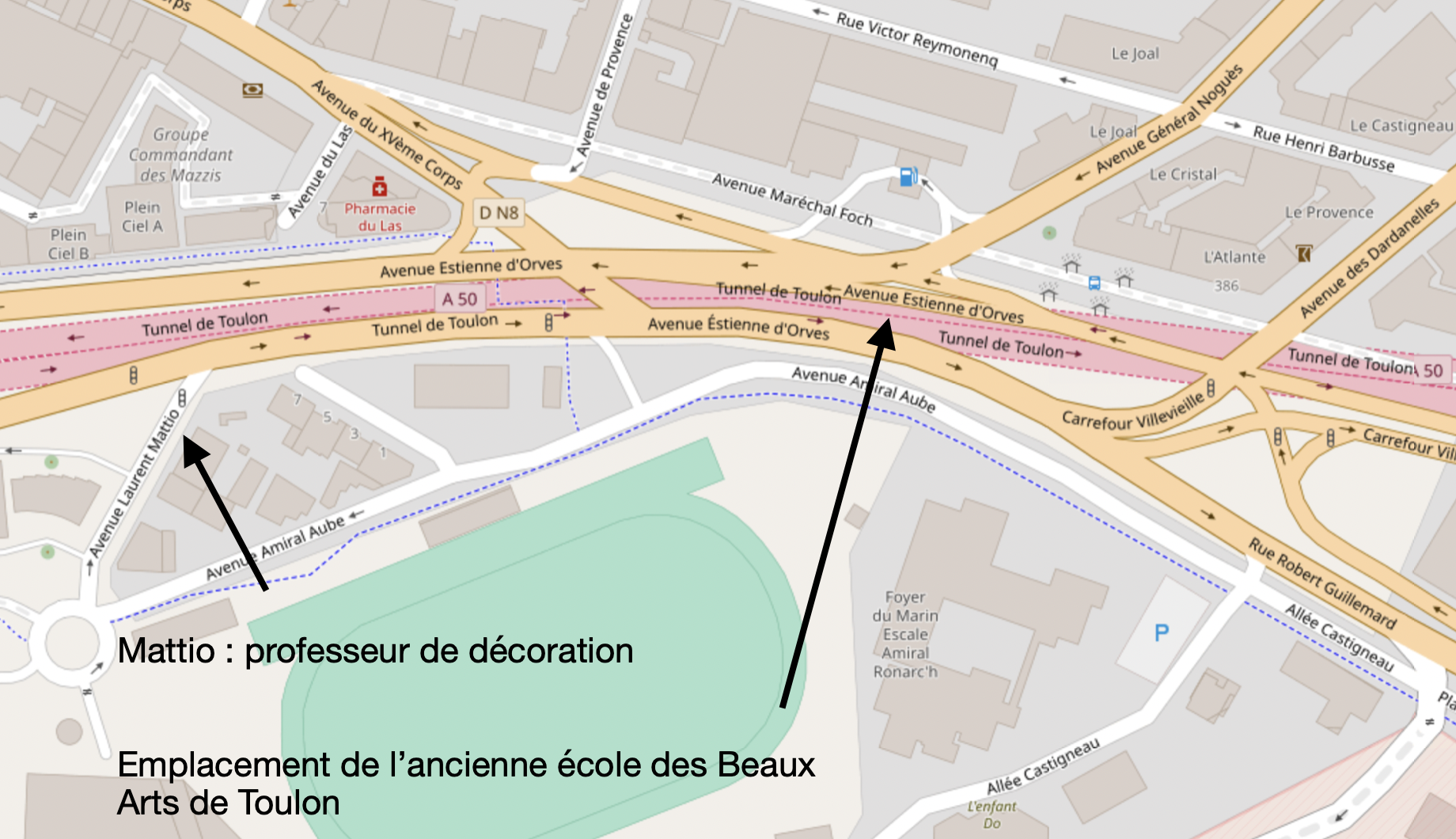
carte de Toulon actuelle

Déjà en 1963 la municipalité de Toulon prévoyait une nouvelle école des Beaux Arts (voir ci dessous dans le bandeau de droite le journal de la distribution des prix où il est question de la construction d'une nouvelle école).( Voir aussi son ancien emplacement à l'ouest entrée de ville) 
En 2010, afin de répondre aux nouvelles normes des établissements français d'enseignement supérieur artistique placés sous la tutelle du ministère de la Culture, l’École supérieure d'art et de design Toulon Provence Méditerranée (ESADTPM) est devenue un Établissement public de coopération culturelle (EPCC) fondé par la communauté d'agglomération Toulon Provence Méditerranée, le Conseil général du Var et l'État français. Ce changement permet à l'école de délivrer des diplômes au grade de master européen. 
En effet, avec la réforme Licence-Master-Doctorat (LMD), seules les écoles d’art avec un statut d’EPCC peuvent délivrer des diplômes au nom de l'État. Cela ouvre ainsi de nouvelles perspectives aux étudiants pour poursuivre leurs études en Europe par voie d'équivalence.
L’École municipale des beaux-arts devenue ESADTPM en 2011 était abritée au sein du complexe culturel de l’arsenal de terre aux côtés du Conservatoire de Toulon Provence Méditerranée. À partir de septembre 2020, l’établissement est accueilli sur le site de l'écoquartier Chalucet.

## Pédagogie
Les orientations pédagogiques de l’école s’articulent autour :
- de l’acquisition de fondamentaux dès la première année grâce à un enseignement transmédia et expérimental comprenant un important volet numérique,
- du développement d’une réflexivité critique tout au long du cursus appuyé sur différentes formes de médiations orales et écrites, encadrées par les enseignants artistes et théoriciens,
- de la mise en place, dès la 3e année, d’une initiation à la recherche et à la présentation des travaux,
- des ateliers de recherche et de création (ARC) qui offrent un espace et un temps d’échange, de réflexion collective pour développer une recherche personnelle (ces ateliers thématiques sont dirigés par des artistes invités renouvelés tous les ans),
- la familiarisation des étudiants avec le monde des images produites aujourd’hui.

La finalité pédagogique de l’école est de développer non seulement la culture des moyens de représentation mais aussi l’adaptabilité à leur évolution actuelle. Encadré par des enseignants artistes et théoriciens, ayant eux-mêmes une grande expérience pédagogique, l’étudiant doit acquérir progressivement la capacité de mener un projet personnel d’une façon autonome, tant du point de vue de sa conception que de celui de sa réalisation.

## ARC etworkshops
Les ateliers de recherche et de création (ARC) offrent un espace et un temps d’échange, de réflexion collective et transverse, de mise en commun des connaissances entre les étudiants et les enseignants. L’objectif est l’expérimentation et le développement par chaque étudiant d’une recherche personnelle et sa confrontation à la réalité. 
L’ARC, accessible dès la 3e année d’étude sous forme d’initiation active à la recherche, constitue en 4e année un lieu de stimulation de projet puis en 5e année un lieu de ressource.
Parmi les 7 ARC programmés chaque année, certains sont associés à des workshops thématiques dirigés par des artistes invités en résidence ainsi qu’à des conférences.

## Diplômes préparés
L’ESAD propose deux cursus préparant à trois diplômes d’État, représentant deux options différentes en termes de durée du cursus comme en termes de contenu d’enseignement :

### DNA option art
Le DNA (Diplôme national d'arts), d’une durée de trois ans, permet de poursuivre des études universitaires ou de postuler au DNSEP.

### DNSEP option art
Le DNSEP option art (Diplôme national supérieur d'expression plastique), accessible après un DNA, prépare en deux ans à un diplôme généraliste dans l’option art. Son caractère généraliste se justifie non seulement par l’adaptation organique de cette option aux pratiques plurielles du monde contemporain de l’art, mais aussi par la capacité à développer un esprit d’inventivité pratique et conceptuel nécessaire à la construction de l’autonomie de recherche et de réalisation requise par le niveau du diplôme final, ouvrant sur une large palette de choix artistiques ou professionnels. 
Ce diplôme a une reconnaissance européenne au grade de Master et permet de présenter les concours du Ministère de l’Éducation nationale. Il est enregistré au niveau I au RNCP sous l’intitulé de Créateur concepteur d’expressions plastiques. 

### DNA option design
Le DNA option design (Diplôme national d'arts option design d’espace) forme en trois ans les étudiants à des compétences de création dans l’espace urbain impliquant des capacités précises d’analyse et de réponse à des commandes émanant des autorités responsables dans ce domaine (publiques ou privées). Ce diplôme court peut aussi être un mode d’accès aux écoles d’architecture ou aux options design du cursus long des écoles d’art. Il est enregistré au niveau II au RNCP sous l’intitulé de Réalisateur Créateur. 

## Admission
Deux sessions de concours d’entrée ont lieu chaque année en mai et en septembre. 
Le concours comporte : 
- un questionnaire sur le parcours et les motivations des candidats,
- une dissertation sur un sujet lié au domaine artistique,
- une épreuve écrite de langue,
- une épreuve plastique,
- un entretien devant un jury avec présentation d’un book et/ou des travaux personnels.

Les candidats doivent être titulaires du baccalauréat ou d’un diplôme équivalent.

## Partenariats
L’établissement bénéficie de relations privilégiées avec des structures culturelles de grande renommée: la Villa Noailles à Hyères pour le design et la mode, la scène nationale de Châteauvallon pour les arts du spectacle, le centre d’art de la Villa Tamaris à La Seyne-sur-Meret l’Hôtel des Arts à Toulon pour les arts visuels. 
À ces structures, il faut ajouter les partenariats en cours de finalisation avec l’Institut Ingémédia (Université du Sud Toulon Var) du côté des nouvelles technologies, de l’image et du son, avec le Conservatoire TPM du côté de la musique expérimentale et de la danse.

## Liste d'anciens élèves
(liste alphabétique, non exhaustive)
- Eugène Baboulène
- Élisabeth Faure de 1923 à 1925
- Julie C. Fortier
- Jean-Pierre Le Boul'ch
- Marie-Marguerite Petetin